# مسلم الفريج
مسلم الفريج (بالإنجليزية: Moslem Al Freej)‏؛ مواليد 8 أبريل 1988 في القطيف، السعودية، هو لاعب كرة قدم سعودي يلعب حالياً لنادي الصفا.

## مسيرة اللاعب
كانت بداياته مع نادي الترجي في الفئات السنية وانتقل إلى الخليج عام 2008 و انتقل إلى الفيحاء عام 2017 وانتقل إلى نادي الصفا في عام 2023.

## وصلات خارجية
- مسلم الفريج على موقع قاعدة بيانات كرة القدم.إي يو (الإنجليزية)
- مسلم الفريج على موقع Soccerway.com (الإنجليزية)